# 佐々木聡 (経営学者)
佐々木聡（ささき さとし、1957年11月23日- ）は、日本の経営学者、明治大学教授。

## 略歴
青森市生まれ。1981年学習院大学経済学部卒、1988年明治大学大学院経営学研究科博士後期課程満期退学、95年「戦前・戦中期の日本における科学的管理発展の史的研究」で経営学博士。静岡県立大学経営情報学部助教授、明治大学経営学部助教授をへて、99年教授となる。

## 著書
- 『科学的管理法の日本的展開』明治大学社会科学研究所叢書)有斐閣 1998
- 『日本的流通の経営史』明治大学社会科学研究所叢書)有斐閣 2007
- 『暮らしを変えた美容と衛生』シリーズ情熱の日本経営史 芙蓉書房出版 2009
- 『地域卸売企業ダイカの展開 ナショナル・ホールセラーへの歴史的所産』明治大学社会科学研究所叢書)ミネルヴァ書房 2015
- 『石鹸・洗剤産業』産業経営史シリーズ 日本経営史研究所 2016
- 『丸田芳郎 たゆまざる革新を貫いた第二の創業者』日本の企業家 PHP研究所 2017

### 共編著
- 『日本科学的管理史資料集 第1集(雑誌篇) 』全22巻 奥田健二共編 五山堂書店 1995-98
- 『情報と経営革新 近代日本の軌跡』藤井信幸共編著 同文舘出版 1997
- 『日本の戦後企業家史 反骨の系譜』編 (有斐閣選書) 2001
- 『日本の企業家群像』全3巻 編 丸善 2001-11
- 『比較経営論 アジア・ヨーロッパ・アメリカの企業と運営』高橋俊夫監修, 井藤正信共編著 税務経理協会 2002
- 『失敗と再生の経営史』宇田川勝,四宮正親共編 有斐閣 2005
- 『国際競争力の経営史』湯沢威,鈴木恒夫,橘川武郎共編 有斐閣 2009
- 『講座・日本経営史 第3巻 組織と戦略の時代 1914～1937』中林真幸共編著 ミネルヴァ書房 2010
- 『原発事故後の環境・エネルギー政策 弛まざる構想とイノベーション』橘川武郎,植田和弘,藤江昌嗣共編著 冨山房インターナショナル 2012
- 『アジアの企業間競争』橘川武郎,久保文克,平井岳哉共編著 文眞堂 2015